# Штурм Львова (1704)
Штурм Львова — епізод Північної війни, що відбувся 27 серпня (7 вересня) 1704. Лише трьома кавалерійськими полками король Карл XII штурмував місто Львів, на той час головне місто Руського воєводства Речі Посполитої.

## Попередні події

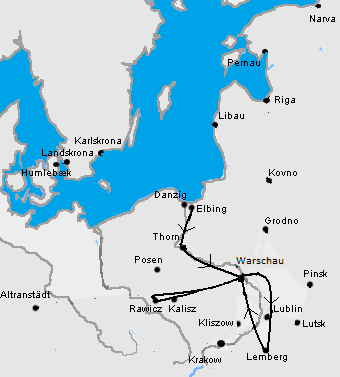
Походи Карла XII з травня 1704 по грудень 1705

Наприкінці травня 1704 року Карл XII виступив зі своєї зимової штаб-квартири у напрямку Варшави для захисту запланованих вільних виборів короля Польщі 1704 року. Його військо складалося із 17 700 піхотинців та 13 500 кавалеристів . Після його прибуття під захистом шведської армії та проти волі шляхти[джерело?] 12 липня 1704 року королем було обрано Станіслава Лещинського.
Після виборів Карл вирушив із сильним армійським корпусом на регіони, що виступали проти нового короля. Август II Фрідріх, курфюрст Саксонії, що був до того часу польським королем, не визнав результатів виборів та пішов зі своїм військом від наступаючої армії Карла XII. Коли шведське військо підійшло до міста Ярослава, Август II скористався можливістю зайняти Варшаву, щоби скинути короля-супротивника. Карл XII відмовився від переслідування саксонської армії, натомість він відіслав графа Магнуса Стенбока до Львова для отримання відкупу під загрозою пограбування міста (нім. Brandschatzung). У часи Північної війни місто було одним із найбагатших та найважливіших міст Речі Посполитої
Комендант фортеці, Францішек Галецький (пол. Franciszek Gałecki), був відданим прихильником Августа ІІ. Він переконав раду міста не платити на вимогу шведів, аргументуючи це тим, що в останніх війнах місто не було захоплене. Карл ХІІ вирушив до міста лише з трьома драгунськими полками (полки Красова, Бухвальда та Дюкера), піхоту та артилерію він відправив назад до Ярослава.

## Штурм фортеці
Шведи прибули до міста 25 серпня (5 вересня) 1704. Через густий ліс частина війська заблукала, тому Карлу ХІІ довелось відкласти запланований на наступний день наступ. Ліс був настільки густий, що війська змогли зібратись лише з використанням сигнальних рогів .
Також через тривалий дощ атака наступного дня не змогла б відбутись у будь-якому разі. Цей час Карл ХІІ використав для навчання недавно набраних кавалеристів. Їх навчали веденню бойових дій та використанню ручних гранат. Останнє було важливим для штурму міського муру. Карл проінструктував своїх полковників увечері 26 серпня (6 вересня) 1704.
Львів було захищено муром з воротами. Також перед муром була захисна стіна з дерев'яним частоколом. Додатково місто захищав рів, але він був сухий. Єзуїтський монастир був додатково підсилений гарматами та солдатами . Зранку 25 серпня (7 вересня) 1704 розпочався штурм. Полки просувались під сильним вогнем гармат і ручної зброї, що вівся від пілонів монастиря. Кожен із полковників вів власний полк. Полк Бухвальда відповідав за правий фланг, полк Дюкера знаходився на лівому фланзі, а полк Красова — у центрі .
Шведський король, що перебував у передніх лавах атакуючих, був одним із перших на стінах міста. За чверть години ворота міста перейшли під контроль шведів. Ворота захопив підрозділ полковника Торстенстона, що належали до полку Красова. Полковник Бухвальд пройшов зі своїм полком до Ринкової площі та захопив її і, таким чином, місто було захоплене. Причинами низьких втрат у шведському війську були надзвичайно швидке взяття міського муру та взяття в полон значної частини тих, хто оборонявся, за короткий час. Лише 30 кавалеристів було вбито під час штурму .
Командувач гарнізону Ґалєцкі зник. Він спробував сховатись у єзуїтському монастирі. Один шведський трабант (нім. Trabant) знайшов його під час обшуку та взяв у полон.

## Результати
Із львівського гарнізону було отримано 171 гармату те велику кількість боєприпасів та продуктів. Гармати довелось підірвати, оскільки шведи не могли їх забрати з собою. Також скрині з сріблом та золотом мали бути доставлені у шведський табір . Крім того, мешканці міста мали сплатити контрибуцію у 300 000 талерів. Більша частина грошей була прощена після листа вірного королю Швеції Станіслава І Лещинського .
Карл ХІІ пообіцяв своїм солдатам дозвіл на 24-годинне грабування міста. Після прохань жителів міста про помилування він віддав наказ негайно зупинити мародерство.

## Наслідки
Карл ХІІ, через швидкий похід на Львів, залишив столицю Польщі майже без захисту. Під час штурму Львова Август ІІ в свою чергу захопив Варшаву, чим примусив короля-супротивника до втечі. Тому Карл ХІІ недовго святкував перемогу та за короткий час вирушив з військом у напрямку Варшави. Шведський король прагнув якомога швидше виправити свою помилку .